# Bộ Cá đuôi gai
Acanthuriformes là một bộ sinh học của Lớp Cá vây tia, một phần của nhánh Percomorpha. Một số nhà nghiên cứu xếp các loài cá trong phân loại bộ Acanthuriformes vào các phân bộ Acanthuroidea và Percoidea của bộ Perciformes.

## Phân loại
Phiên bản thứ 5 của Fishes of the World đã phân loại các loài cá trong bộ Acanthuriformes như sau: 
- Bộ 'Acanthuriformes
  - Phân bộ Sciaenoidei Gill, 1872
    - Họ Emmelichthyidae Poey, 1867
    - Họ Sciaenidae Cuvier, 1829

  - Phân bộ Acanthuroidei
    - Họ Luvaridae Gill, 1885
    - Họ Zanclidae Bleeker, 1876
    - † Họ Massalongiidae Tyler & Bannikov, 2005
    - Họ Acanthuridae Bonaparte, 1835
      - Phân họ Nasinae Fowler & Bean, 1929
      - Phân họ Acanthurinae Bonaparte, 1835
        - Tông Prionurini JLB Smith, 1966
        - Tông Zebrasomini Winterbottom, 1993
        - Tông Acanthurini Bonaparte, 1835